# Моральный кодекс (группа)
Моральный кодекс — советская и российская рок-группа, группа играет в стиле рока с элементами блюза, фанка, и джаза.

## История
В 1989 году поэт и музыкант Павел Жагун решил создать музыкальную группу, стиль звучания которой сочетал бы в себе одновременно рок, джаз, панк и фанк, а тексты песен были бы одновременно остроумными и философскими. Осенью 1989 года Жагун набирает первый состав музыкантов, среди которых — бывший гитарист группы «Скандал» Николай Девлет-Кильдеев, бывший бас-гитарист группы «Цветы» Александр Солич, бывший барабанщик групп «Алло» и «Метроном» Игорь Ромашов и клавишник Михаил Кулаков. На роль вокалиста группы был изначально приглашён Роман Ивасивко, и новоиспеченный коллектив получил название Red Barons & Heroes и записал несколько англоязычных композиций, а также снял клип. Но вскоре место вокалиста занял Сергей Мазаев, экс-участник группы «Автограф», вокально-инструментальных ансамблей «Здравствуй, песня» и «Шестеро молодых».
Новоиспеченный коллектив маститых музыкантов поменял название на «Бриллиантовая рука», но вскоре Сергей Мазаев дал своей команде более благозвучное имя — «Моральный Кодекс» (изначально группу хотели назвать «Моральный кодекс строителей капитализма», но позже его сократили до первых двух слов). В 1989 году группа начала активные репетиции; в конце года состоялась запись одной из первых песен коллектива «Моральный Кодекс» — «Why Do Tears Flow» (позднее эта песня была переведена на русский язык и получила название «Я тебя люблю»). Место за клавишами занял бывший участник группы «Альянс» Константин Гаврилов.
11 июля 1990 года в эфире программы «Утренняя почта» состоялась премьера дебютного музыкального клипа группы «Моральный Кодекс» — на песню «Я Тебя Люблю». Режиссёром клипа выступил М. Макаренков. Данное видео вошло в историю советской музыки как один из первых клипов с трёхмерной графикой и как один из первых музыкальных клипов в принципе. Осенью 1990 года в состав группы вошёл молодой клавишник Константин Смирнов, который в то время работал на студии SNC, где музыканты «Морального Кодекса» записывали свой первый альбом
В декабре 1990 года в эфир выходит второй клип «Морального Кодекса» — «До свидания, мама!» (режиссёр — Ф. Бондарчук), вскоре к группе приходит всенародная популярность. В августе 1991 года музыканты «Морального Кодекса» выступили напротив Горбатого моста с песней «До свидания, мама!» в честь победы над путчем.
Вскоре выходит дебютный альбом группы «Моральный Кодекс» — «Сотрясение мозга». Первый вариант альбома был растиражирован только на виниловых пластинках, тогда как полная версия на CD появилась лишь спустя некоторое время (тираж дисков был отпечатан в Германии фирмой Berodisc).
1 декабря 1991 года группа «Моральный Кодекс» принимает участие в большом концерте «Против СПИДа», проведённом компанией «ВИД» в КЗ «Олимпийский».
В начале 1992 года коллектив приступает к записи второго альбома — в короткий срок записаны такие песни, как «Сounting», «I’m Going», «No one’s looking out», «Meine Liebe», «Шукаю тебе», «Клавдия», «На рассвете». В июне 1992 группу покидает барабанщик Игорь Ромашов (который, однако, отыграет в сентябре-октябре 1992 года с группой еще один концерт), новым барабанщиком «Морального Кодекса» становится Юрий Кистенёв, опытнейший музыкант, с которым участники группы быстро находят общий язык.
В период 1992—1993 года записывается второй альбом группы, в Швейцарии небольшим тиражом выходит сингл «Moral CodeX», группа гастролирует по Европе. Компакт-диск «Гибкий стан» выходит в Европе на лейбле Starhunter (при том, что само название альбома на CD нигде не напечатано, сама группа везде упоминала свою новую работу именно под таким названием) в октябре 1993 года. В России новые песни выходят на кассете-компиляции фирмы «Зеко» «Милая Клавдия», где новые треки перемешаны с англоязычными композициями сингла «Moral CodeX» и песнями с «Сотрясения Мозга» (единственным эксклюзивным на тот момент треком сборника была как раз «Милая Клавдия»).
В конце 1992 года Сергей Мазаев радикально меняет имидж, коротко обрезав свои длинные волосы, и на протяжении 1993—1994 года его примеру последовали Николай Девлет-Кильдеев и Александр Солич. 
В мае 1995 года группа «Моральный Кодекс» приняла участие в первом фестивале «Максидром», где на сцене к ребятам присоединился легендарный саксофонист Игорь Бутман. Летом 1995 года экраны выходит видеоклип на песню «Шукаю Тебе», в радиоэфире всё чаще появляются новые песни «Морального Кодекса». Но по некоторым причинам выход второго альбома сильно затягивается.
В 1996 году после трёх лет ожидания выходит полноценное российское издание второго альбома группы — «Гибкий стан», с новый оформлением, ставшим в последствии каноничным. В 1996 году группу на время покинули Юрий Кистенёв и Николай Девлет-Кильдеев. Сергей Мазаев принимает участие в съёмках фильма «Новые приключения Буратино»; барабанщиком «Морального Кодекса» становится Дмитрий Сланский. Тогда же на экраны выходит один из самых передовых музыкальных клипов середины 1990-х — видео на песню «I’m Going».
В 1997 году группа выпустила третий альбом — «Я выбираю тебя», который наполовину состоял из материалов, записанных в ходе работы над «Гибким Станом». Альбом становится популярным, песни «Я выбираю тебя», «Ночной каприз», «Мне хорошо с тобою», «Потерянный рай», «Ты далеко» находятся в постоянной ротации на радио. Однако, вскоре для группы наступают не самые лучшие времена. Не обошлось и без трагических событий — в 1999 году от остановки сердца скончался Олег Сальхов, который был звукорежиссёром группы «Моральный Кодекс» на протяжении 10 лет.
В период с 1998 по 2000 год музыканты с большими перерывами записывают свой очередной студийный альбом, в Интернете появляется демо-версия песни «В Москве наступает полночь». В 2000 году в группу возвращается Юрий Кистенев, а в феврале 2001 года на лейбле «Real Records» выходит в свет четвёртый альбом «Морального Кодекса» — «Хорошие новости». Затем в группе начинается чехарда с барабанщиками.
В 2002 году выходит компиляция лучших песен «Морального Кодекса» — «The Best». В 2003 году группа сотрудничает с музыкантами из коллектива «Дискотека Авария», в результате, летом 2003 года в свет выходит их совместная работа — сингл «НЕБО» (в песне использованы проигрыши из хита «Морального Кодекса» «Первый снег»). В 2004 году в группу приходит американский барабанщик Зак Салливан. Начинается постепенная работа над очередным альбомом «Морального кодекса», который выходит в свет осенью 2007 года. Данный альбом получил название «Славянские танцы». В марте 2008 года барабанщиком группы вновь становится Юрий «Хэн» Кистенёв.
В ноябре 2008 года вышел сборник лучших песен «Где ты?». На котором впервые издан хит, давший название сборнику — композиция «Где ты?».
В феврале 2014 года вышел шестой студийный альбом группы «Зима».
В 2021 г., к 30-летию группы, планировалось записать новый, 7-й по счёту, студийный альбом.
5 июля 2022 года в соцсетях группа объявила, что новым гитаристом коллектива стал Сергей Сухов, Николай Девлет-Кильдеев несколько ранее покинул «Моральный кодекс» по состоянию здоровья.
25 ноября 2022 г. в «Чартовой дюжине» «Нашего радио» состоялась премьера сингла «Солнце на стенах домов (Солнце)» из цикла на стихи и музыку Павла Жагуна

## Состав группы
- Сергей Мазаев — вокал, саксофон, флейта, бубен, доп. электрогитара, акустическая гитара (с 1989). Также владеет кларнетом, гитарой и трубой.
- Сергей Сухов — гитара, бэк-вокал (с 2021).
- Сергей Гейер — бас-гитара (с 2022).
- Константин Смирнов — клавишные, синтезатор, бэк-вокал (с 1990).
- Пётр Ившин – ударные (с 2024).
- Павел Жагун — поэт, музыкант, медиа-художник; автор идеи и креативный арт-продюсер группы «Моральный кодекс» (с 1989).

### Бывшие участники
- Николай Девлет-Кильдеев — соло-и ритм гитара, композитор, автор большинства песен группы (1989—2021).
- Юрий Кистенёв — ударные (1992—1995, 2000—2002, 2003—2004, 2008–2024).
- Александр Солич — бас-гитара (1989—2022)
- Роман Ивасивко — вокал (1989)
- Михаил Кулаков — клавишные (1989)
- Константин Гаврилов — клавишные (1989—1990)
- Игорь Ромашов — ударные (1989—1992)
- Дмитрий Сланский — ударные (1995—2000, 2002—2003)
- Андрей Кобзон — ударные (1996, 2003)
- Зак Салливан — ударные (2004—2008)
- Олег Сальхов — звукорежиссёр (1989—1999, умер в 1999)
- Андрей Иванов — звукорежиссёр (1999—2007)

## Дискография
- 1991 — Сотрясение мозга
- 1993 — Moral Code-X (Гибкий стан)
- 1996 — Гибкий стан (полное российское издание)
- 1997 — Я выбираю тебя
- 2001 — Хорошие новости
- 2007 — Славянские танцы[8]
- 2008 — Где ты? (сборник)
- 2014 — Зима